# Arthur Hoffmann (Widerstandskämpfer)

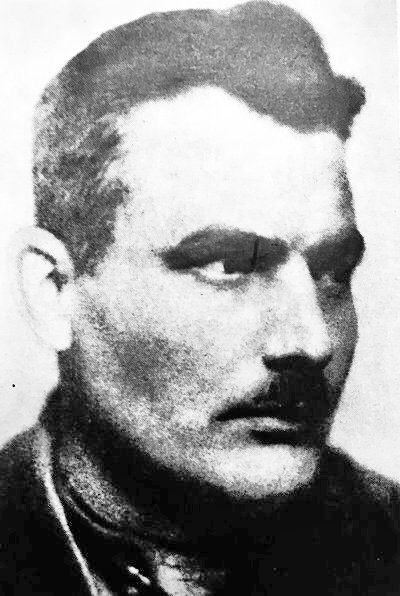
Arthur Hoffmann

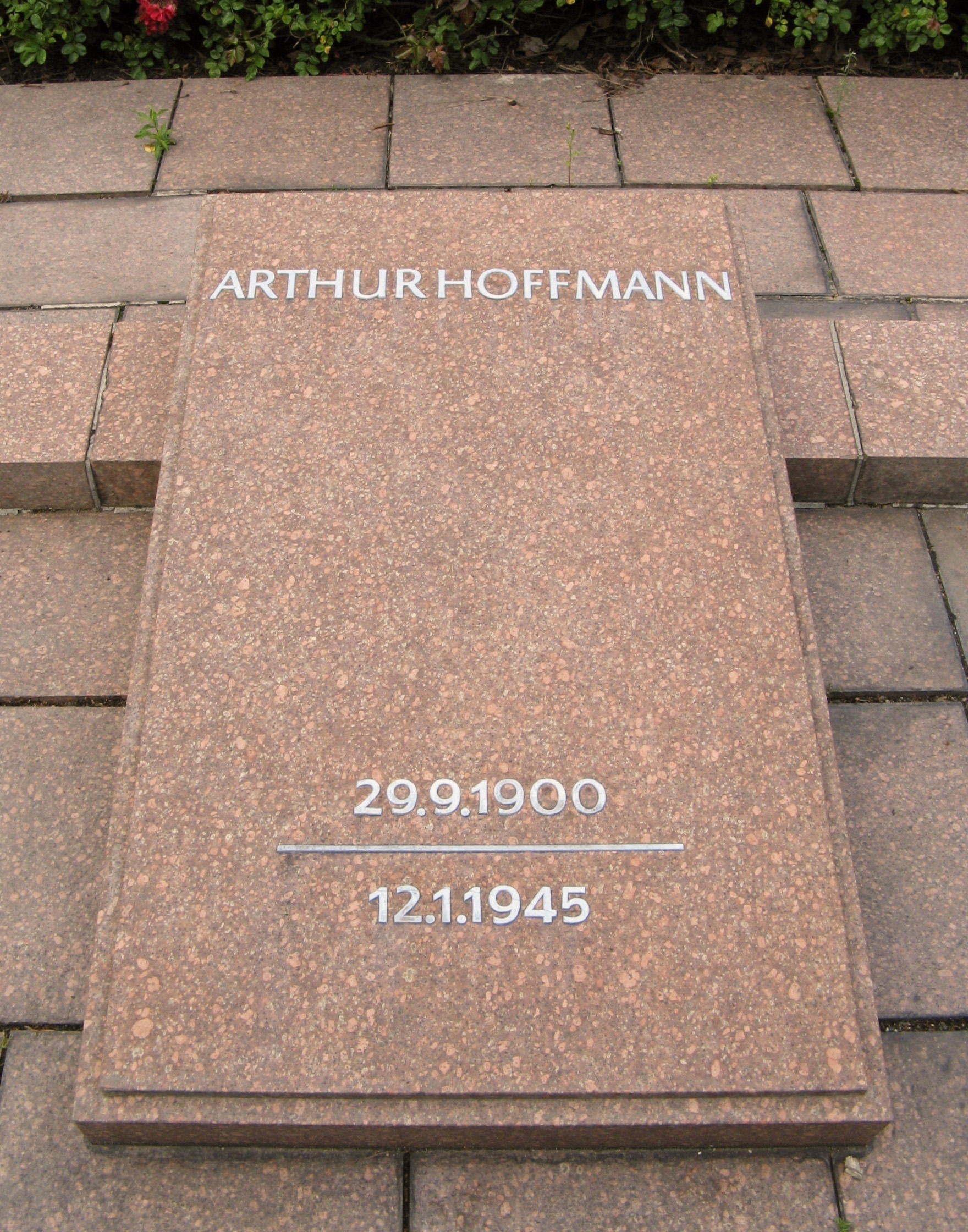
Grabplatte Arthur Hoffmanns am Ehrenmal für die Widerstandskämpfer der Schumann-Engert-Kresse-Gruppe auf dem Leipziger Südfriedhof

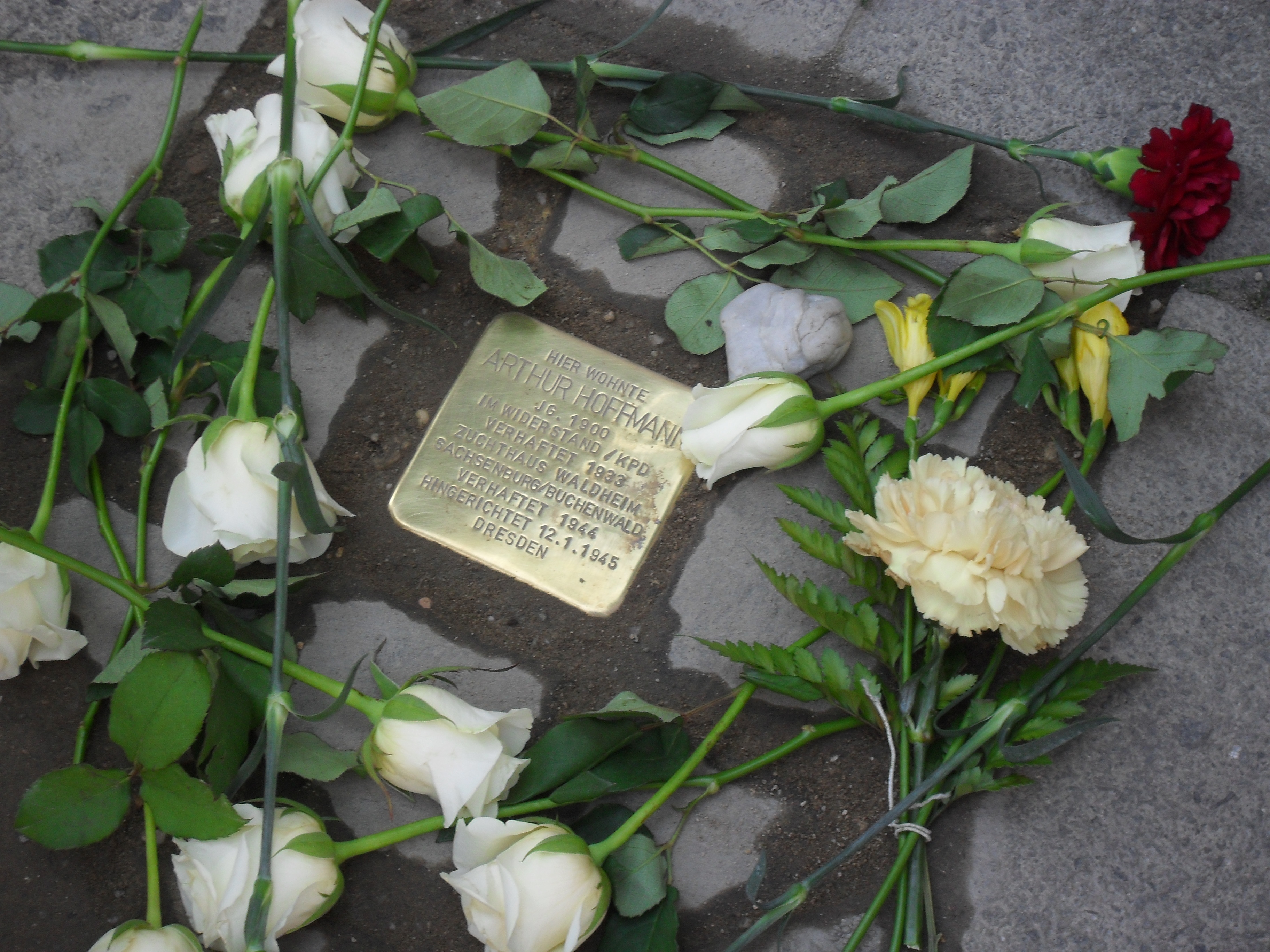
Stolperstein für Arthur Hoffmann mit Blumenschmuck, Leipzig, Arthur-Hoffmann-Str. 150

Emil Fritz Arthur Hoffmann (* 29. September 1900 in Wichelsdorf, Landkreis Sprottau, Provinz Schlesien; † 12. Januar 1945 in Dresden) war ein deutscher Widerstandskämpfer gegen den Nationalsozialismus.

## Leben
Arthur Hoffmann wurde als Sohn eines Maurers in eine Arbeiterfamilie geboren und absolvierte später eine Lehre zum Zimmermann. 1919 trat er der USPD bei, 1920 der KPD. In Delitzsch kämpfte er gegen die Kapp-Putschisten und wurde daraufhin zu zwei Jahren Gefängnis verurteilt. Ab 1925 wohnte er in Leipzig, wo er Mitglied der KPD-Unterbezirksleitung wurde, 1926 in den Rotfrontkämpferbund (RFB) eintrat und ab 1927 als Mitglied in die Gauleitung des RFB Westsachsen gewählt wurde. 1929 wurde Hoffmann nach dem Verbot des RFB durch den damaligen Innenminister Carl Severing wegen Organisation einer Protestkundgebung drei Wochen in Haft genommen. Im selben Jahr zog er als Stadtverordneter in das Leipziger Stadtparlament ein. 1931 wurde er nach einem versuchten Waffenkauf zu fünf Jahren Haft verurteilt, bei einer Amnestie 1932 jedoch vorzeitig entlassen.
Nach der Machtübernahme durch die NSDAP 1933 ging Hoffmann als Organisator des antifaschistischen Widerstandes in Chemnitz in den Untergrund, wurde jedoch im November verhaftet. 1934 wurde Hoffmann zu drei Jahren Zuchthaus verurteilt. Nach Verbüßen der Strafe wurde er 1937 in Schutzhaft genommen. Nach einigen Monaten im KZ Buchenwald wurde er im Dezember entlassen. Von 1938 bis 1944 gehörte Hoffmann zu den Organisatoren des antifaschistischen Widerstandes in Leipzig um Georg Schumann als Teil der sogenannten Schumann-Engert-Kresse-Gruppe. Er arbeitete dienstverpflichtet in verschiedenen Rüstungsbetrieben, seine politische Arbeit hatte das Ziel, Produktionsstörungen und Ausschussproduktion zu erreichen. Von 1943 an arbeitete er beim Nationalkomitee Freies Deutschland (NKFD) mit.
Am 19. Juli 1944 wurden Hoffmann und seine Familie erneut verhaftet. Der Prozess gegen ihn und vier Mitangeklagte in Dresden vor dem Zweiten Senat des Volksgerichtshofes am 22. und 23. November endete mit einem Todesurteil, das am 12. Januar 1945 durch das Fallbeil vollstreckt wurde. Nach Kriegsende wurde die Urne Arthur Hoffmanns zusammen mit denen anderer führender Mitglieder der Widerstandsgruppe auf dem Leipziger Südfriedhof an der Mittelachse des Hauptweges bestattet.

## Ehrungen
Seit dem 1. August 1945 trägt eine Hauptverkehrsstraße in Leipzig, die vom Bayrischen Platz nach Connewitz führt, den Namen Arthur-Hoffmann-Straße (früher Bayrische Straße). Dort wurde im Juli 2012 ein Stolperstein für ihn gesetzt.
Bis 1992 trug die 3. Polytechnische Oberschule in Leipzig (Bernhard-Göring-Straße 107) den Namen Arthur-Hoffmann-Oberschule.
Auch in Zwenkau ist eine Straße nach ihm benannt.